# ショーン・ヴェーテー
ショーン・ヴェーテー（Sean Vete、2000年7月3日 - ）は、ジャパンラグビーリーグワン静岡ブルーレヴズに所属するラグビー選手。

## プロフィール
- ニュージーランド出身[1]。
- ポジションはプロップ(PR)。
- 身長 190 cm、体重 132 kg

## 略歴
2020年、ウエストレイク・ボーイズハイスクール卒業後、環太平洋大学に入る。
2024年、静岡ブルーレヴズに加入。同年3月16日に行われたJAPAN RUGBY LEAGUE ONE第10節リコーブラックラムズ東京戦にて途中出場でリーグワン公式戦初出場を果たした。